# 187 Strassenbande
187 Strassenbande – niemiecka grupa hiphopowa z Hamburga w której skład wchodzą niemieccy raperzy Bonez MC, Gzuz, LX, Maxwell, i Sa4 oraz graficiarze Frost i Track. Producentem grupy jest Jambeatz. Zespół wydaje we własnej wytwórni, która tak samo jak grupa nazywa się 187 Strassenbande. Natomiast dystrybucją zajmuje się Universal Music.

## Historia
187 Strassenbande zostało założone w 2006 przez Bonez MC i graficiarza Frosta. Ich pierwszy rapowy utwór nosił nazwę Deep Cover i był oparty na tak samo nazywającym się utworze Dr. Dre i Snoop Dogga wydanym w 1992. Po samodzielnie wydanym Sampler 2, Bonezowi wraz z albumem Krampfhaft Kriminell (spazmatycznie kryminalny) pierwszy raz udało się dostać do niemieckiej listy przebojów. Jeszcze w tym samym roku Mosh36 opuścił grupę. Podczas trzyletniej odsiadki Gzuza w 2012, reszta ekipy zrobiła tour, który nosił nazwę „free Gzuz tour”. Rok później w 2013 również AchtVier opuścił grupę. W 2014 roku ukazał się wspólny album High & Hungrig (Na haju i głodny) Boneza MC i Gzuza, który po raz pierwszy z albumów ekipy znalazł się w pierwszej dziesiątce niemieckiej listy przebojów. 30 stycznia 2015 roku ukazał się ich 3 sampler w niezależnej wytwórni High & Hungrig, który osiągnął 2. miejsce w Niemczech, 18 w Szwajcarii i 16 w Austrii. W 2015 wydali album Obststand (stoisko z owocami) autorstwa Maxwella i LX-a. 187 Strassenbande przeważnie śpiewają klasyczny gangsta rap, streetrap z G-Funk i Trap.
Po wydaniu Sampler 3 na początku 2015 roku zrobili trasę koncertową w Niemczech. Odnieśli sukces wyprzedając wszystkie bilety. Album pt. Obststand wydany 12 czerwca 2015 r., zadebiutował na 5. miejscu w Niemczech, 36. w Austrii i 12. w Szwajcarii. Jeszcze w tym samym roku ukazała się solowa produkcja Ebbe & Flut (Odpływ i powódź) Gzuza i odbyła się towarzysząca mu trasa koncertowa, która po raz pierwszy obejmowała też Szwajcarię i Austrię. 27 maja 2016 roku ukazał się album High und Hungrig 2 duetu Bonez MC i Gzuz. Album osiągnął status złotej płyty. 9 września 2016 roku ukazał się wspólny album Boneza MC i solowego artysty RAF Camora zatytułowany Palmen aus Plastik i już w październiku tego samego roku, właśnie z tym albumem wyruszyli na kolejną trasę koncertową. Album Palmen aus Plastik (Palmy z Plastiku) osiągnął status platynowej płyty w Niemczech i złotej w Szwajcarii. Również single „Palmen aus Plastik“ i „Ohne Mein Team” (Bez mojego teamu) osiągnęły status platyny, za „Mörder” w Niemczech osiągnął status złotej płyty.
Wraz z Sampler 4, który pojawił się 18 lipca 2017 roku numer i osiągnął numer 1 w Niemczech, Szwajcarii i Austrii, grupa ustanowiła nowy rekord w Niemczech na Spotify z 22,9 Miliona wyświetleń w pierwszym tygodniu.

## Liczba 187
187 to numer paragrafu kalifornijskiego kodeksu karnego, który dotyczy morderstwa. „One Eight Seven” jest także używany przez policję w USA jak skrót komunikacji radiowej (tak zwany „Ten code” lub oficjalnie „APCO Ten Signals“).

## Styl
Grupa tworzy muzykę gatunku Gangstarap. Współpracuje z takimi muzykami jak RAF Camora, Kontra K, Hanybal, Xatar, Azad, Olexesh, Nate57, Capo, Ufo361, Omik k., Trettman i Capital Bra.
Najczęściej współpracujący z nimi producent to Jambeatz, który w porównaniu do innych członków grupy jest aktywny tylko w tle i unika publiczności. W indywidualnych przypadkach współpracują również z innymi lokalnymi producentami takimi jak P.M.B, który jest producentem singla „Schnapp!” od Gzuz’a i LX’a lub z Kassim Beats („das Volk” – Lud, od Gzuza i Nate57). Oprócz tego był „Palmen aus Plastik” kolejnym wielkim sukcesem grupy w 2016, dzięki współpracy z RAF Camora.
Grupa 187 Strassenbande jest znana z tego, że całkowicie samodzielnie przejmuje promocje albumów, tras koncertowych i koncertów oraz odpowiada na życzenia swoich fanów. Do przeprowadzania wywiadów używają platform internetowych takich jak YouTube i Facebook. Oprócz tego czasem wydzielają wywiadów dla gazet. Na ich kanale Youtube są publikowane teledyski i w regularnych odstępach czasu wideovlogi i wywiady.

## Stosunek do wymiaru sprawiedliwości
Część grupy 187 Strassenbande była już znacznie uprzednio karana. Jeden z popularniejszych raperów grupy: Gzuz został już skazany za przestępstwa aż 13 razy. W 2020 odbył się kolejny proces przeciwko Gzuzowi. Tym razem jest on oskarżony między innymi o łamanie prawa dotyczącego broni, posiadanie narkotyków i napaść. Inni członkowie byli również karani, w szczególności za obrażenia ciała i przestępstwa z narkotykami. 11 kwietnia 2018 roku policja przeszukała, ze względu na podejrzenie o naruszeniu ustawy o środkach narkotykowych i broni, 20 obiektów przypisanych grupie. Oprócz 20 tysięcy euro pieniędzy z handlu narkotykami, nośników danych, niewielkich ilości konopi indyjskich i kokainy skonfiskowano również różne rodzaje broni, takich jak paralizatory, noże i pistolety gazowe. Gzuz wyraża swoje odrzucenie do policji poprzez tatuaż z tekstem „Fuck Cops”.

## Byli członkowie
Byłymi członkami grupy są AchtVier, Hasuna i Mosh36, którzy z różnych powodów opuścili 187 Strassenbande i idą własnymi drogami.

## Odznaczenia
1 Live Krone
- 2016: Bester Hip-Hop-Act, wspólnie z RAF Camora (pl.: najlepszy występ hiphopowy, razem z RAF Camora)

Hiphop.de Awards
- 2015: Beste Gruppe National[12] (Najlepsza grupa)
- 2015: Bester Newcomer National dla LX[12]
- 2016: Beste Punchline dla Gzuz za Mörder[13]
- 2016: Bestes Release National za Palmen aus Plastik (od Bonez MC & RAF Camora)[13]
- 2016: Beste Gruppe National dla Bonez MC & RAF Camora[13]
- 2016: Bestes Video National za Palmen aus Gold (do Bonez MC & RAF Camora)[13]